# Espen Olsen
Espen Olsen est un footballeur norvégien, né le 13 mars 1979 à Oslo en Norvège. Il évolue comme attaquant.

## Sélection nationale
- Norvège : 2 sélections

Espen Olsen obtient ses deux sélections lors d'une tournée en Californie en janvier 2006.
Il rentre en cours de jeu lors des deux matchs contre le Mexique à San Francisco le 25 janvier, et les États-Unis à Los Angeles le 29 janvier.

## Palmarès
Ham Kam
- Champion de D2 norvégienne (1) : 2003

 Sogndal IL
- Champion de D2 norvégienne (1) : 2010